# بادقپک ۵۰۳۵
سیارک ۵۰۳۵ (به انگلیسی: 5035 Swift، نامگذاری:1991UX) پنج هزار و سی و پنجمین سیارک کشف شده‌است که در ۱۸ اکتبر ۱۹۹۱ کشف شد.
قدر مطلق سیارک برابر ۱۲٫۰۰ است.